# Landau an der Isar
Landau an der Isar (ⓘ, amtlich: Landau a.d.Isar) ist die zweitgrößte und mit ihrer Gründung im Jahre 1224 die älteste Stadt im niederbayerischen Landkreis Dingolfing-Landau in Bayern.

## Geographie

### Lage und Besonderheiten
Die Altstadt liegt auf einer Höhe von 390 Metern über Normalnull (‚Obere Stadt‘), oberhalb der Hangleite des Isartals. Dadurch kam Landau zum Beinamen Bergstadt. Die neuere ‚Untere Stadt‘ liegt mehr als 50 Meter tiefer in der Talsohle des Isartals und wird von der Isar durchflossen. Die Altstadt konnte sich ihre mittelalterliche Struktur bewahren. Noch heute sind im Stadtplan und im Luftbild der Stadtgraben sowie die alten kreuzförmig angelegten Hauptstraßen erkennbar. Von 1991 bis 1999 wurde eine Altstadtsanierung durchgeführt, wodurch ein moderner Marktplatz geschaffen wurde.

### Gemeindegliederung
Die Stadtgemeinde hat 79 Gemeindeteile, die sich folgendermaßen auf sieben Gemarkungen verteilen:
- Gemarkung Frammering
  - Biberg
  - Fichtheim
  - Frammeringermoos
  - Großkager
  - Hoferöd
  - Holleröd
  - Kleinkager
  - Lanzenöd
  - Möding
  - Oberframmering
  - Rappach
  - Schauereck
  - Schreieröd
  - Thalham
  - Unterframmering
  - Wolfsdorf
- Gemarkung Höcking
  - Attenhausen
  - Bach
  - Christlöd
  - Entensee
  - Flexöd
  - Holzhäuseln
  - Jungholzen
  - Kühbach
  - Niederhöcking
  - Oberhöcking
  - Rappensberg
  - Scheern
  - Thanhöcking
  - Tuntenberg
  - Usterling
  - Weihern
  - Weilnbach
  - Windschnur
  - Wolfsgasse
  - Zulling
- Gemarkung Kammern
  - Dietlsberg
  - Hilgersdorf
  - Holzhäuser
  - Kammern
  - Schlüpfing
  - Steinhaus
- Gemarkung Landau a.d.Isar
  - Ahausen
  - Landau a.d.Isar
  - Zanklau
- Gemarkung Mettenhausen
  - Aign
  - Ashöcking
  - Bartlsberg
  - Brunnhof
  - Brunnmann
  - Einsiedl
  - Friedhoföd
  - Haag
  - Kettn
  - Leberl
  - Leithn
  - Mettenhausen
  - Moosmühle
  - Rohrbach
  - Rohrhof
  - Rottersdorf
  - Steinbeißen
  - Stocka
- Gemarkung Reichersdorf
  - Dattenberg
  - Reichersdorf
  - Straß
  - Thambach
  - Wildthurn
- Gemarkung Zeholfing
  - Hochberg
  - Kleegarten
  - Kothingeichendorf
  - Moos
  - Poldering
  - Pöringerschwaig
  - Rufenberg
  - Schönberg
  - Schönbergerschwaig
  - Sonderham
  - Zeholfing

Von den in der Gemarkung Zeholfing gelegenen Gemeindeteilen gehörten Kothingeichendorf, Moos, Poldering, Pöringerschwaig und Schönberg ehemals zu der 1946 aufgelösten Gemeinde Poldering.
Von den in der Gemarkung Höcking gelegenen Gemeindeteilen gehörten Entensee, Oberhöcking, Weilnbach, Windschnur und  Wolfsgasse zu der 1971 aufgelösten Gemeinde Oberhöcking, und die übrigen zur Gemeinde Niederhöcking.
Es gibt die Gemarkungen Kammern (von der nur der Gemarkungsteil 1 in die Stadt Landau a.d.Isar fällt – der Gemarkungsteil 0 gehört zum Markt Eichendorf), Frammering, Höcking, Landau a.d.Isar, Mettenhausen, Reichersdorf und Zeholfing.

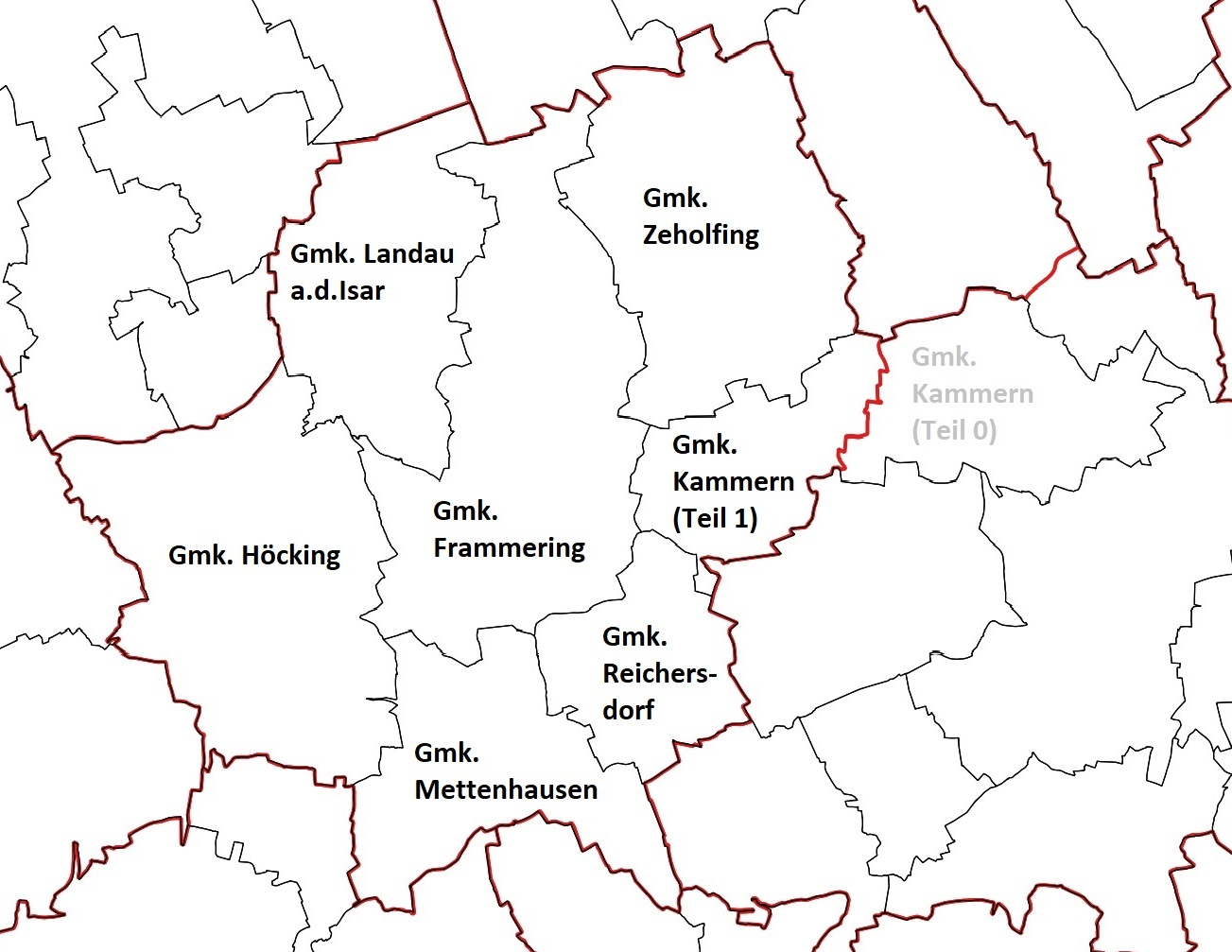
Die Gemarkungen im Stadtgebiet von Landau an der Isar. Von der Gemarkung Kammern gehört nur der Gemarkungsteil 1 zur Stadt. Der Gemarkungsteil 0 gehört zum Markt Eichendorf.

| Gmk.- schlüssel | Gemarkung             | Fläche Hektar | Bevölkerung Zensus 2011 | Lage | GT |
| --------------- | --------------------- | ------------- | ----------------------- | ---- | -- |
| 096171          | Frammering            | 1827,51       | 2366                    | ⊙    | 16 |
| 096172          | Höcking               | 1752,06       | 958                     | ⊙    | 20 |
| 096173          | Landau a.d.Isar       | 1051,50       | 7466                    | ⊙    | 3  |
| 096174          | Mettenhausen          | 1023,70       | 328                     | ⊙    | 18 |
| 096175          | Reichersdorf          | 632,00        | 418                     | ⊙    | 5  |
| 096176          | Zeholfing             | 1524,62       | 763                     | ⊙    | 11 |
| 096162 1        | Kammern 1             | 628,24        | 201                     | ⊙    | 6  |
|                 | Stadt Landau a.d.Isar | 8439,64       | 12500                   | ⊙    | 79 |

## Geschichte

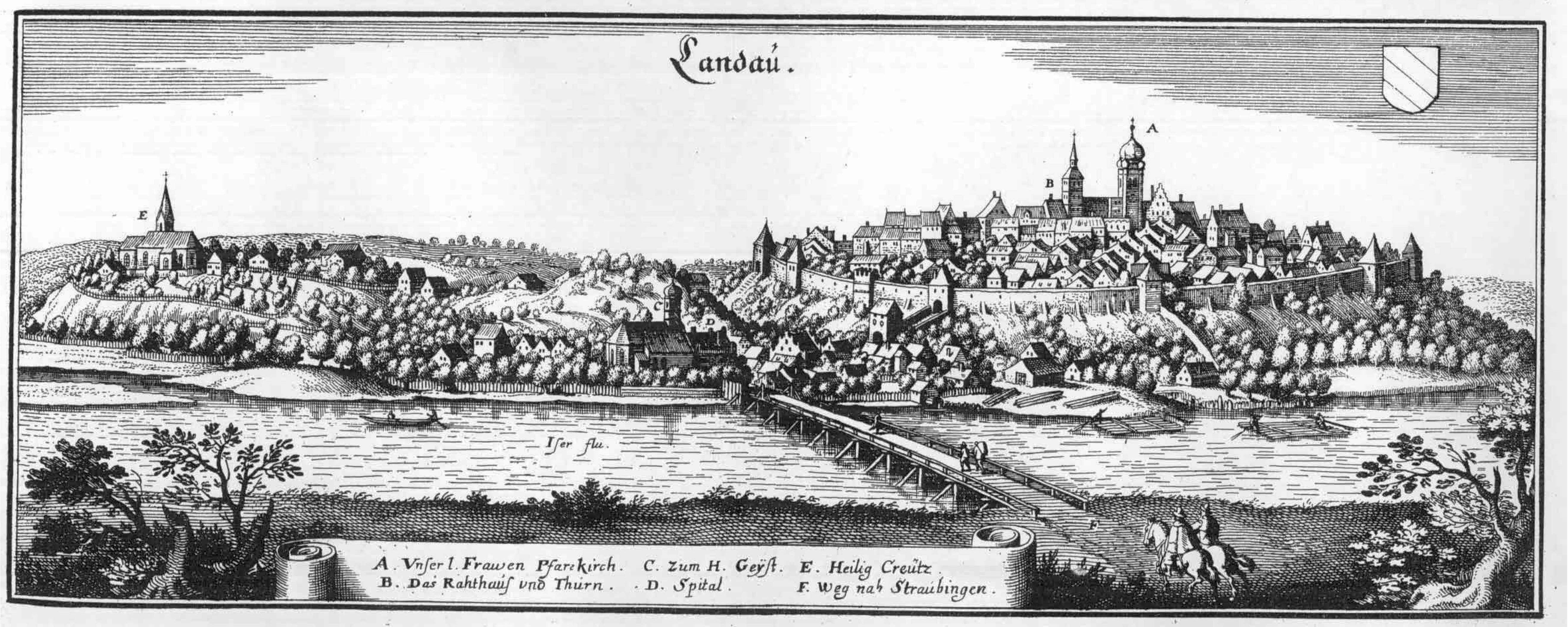
Kupferstich von Matthäus Merian (1665)

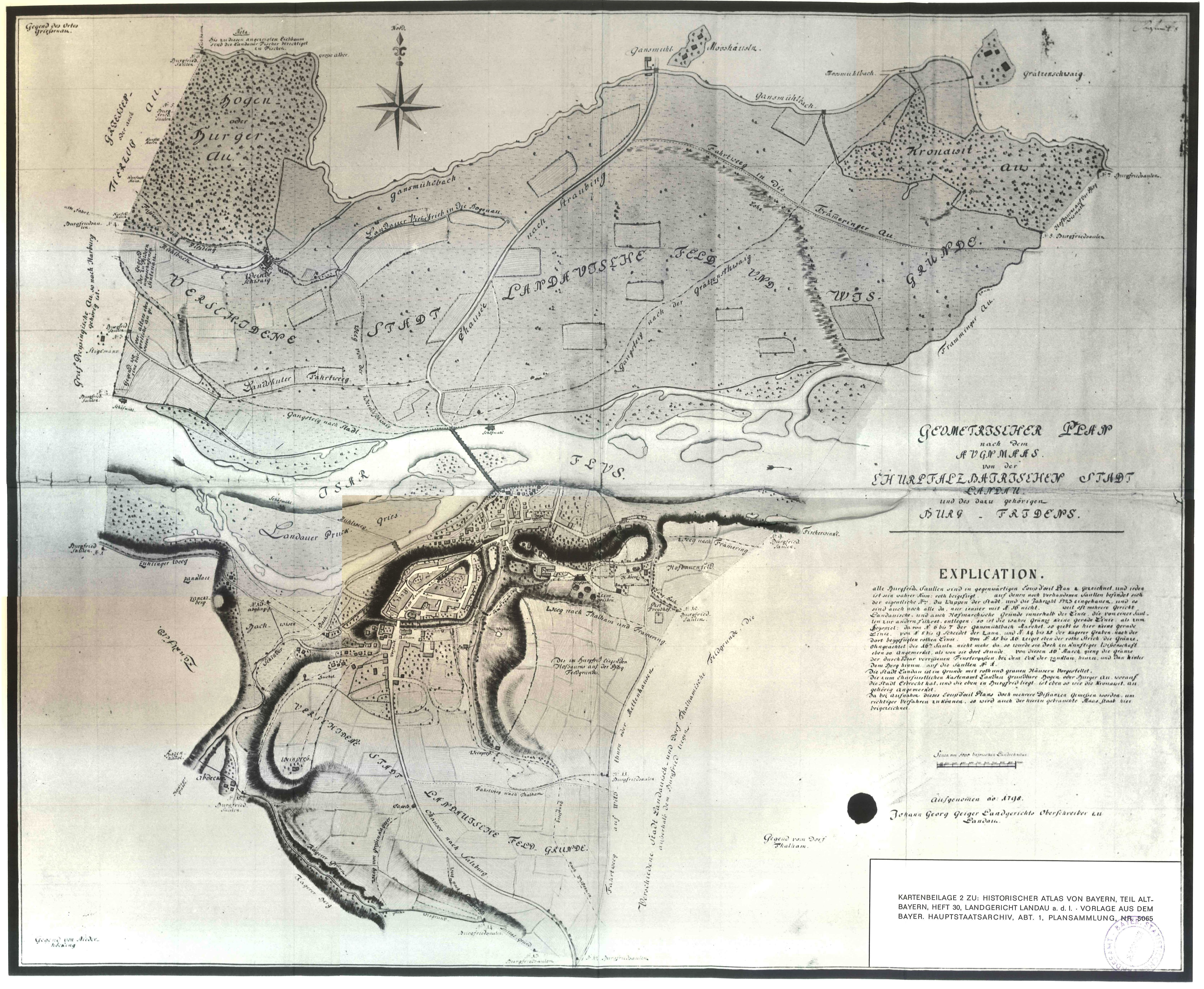
Stadtplan von 1798

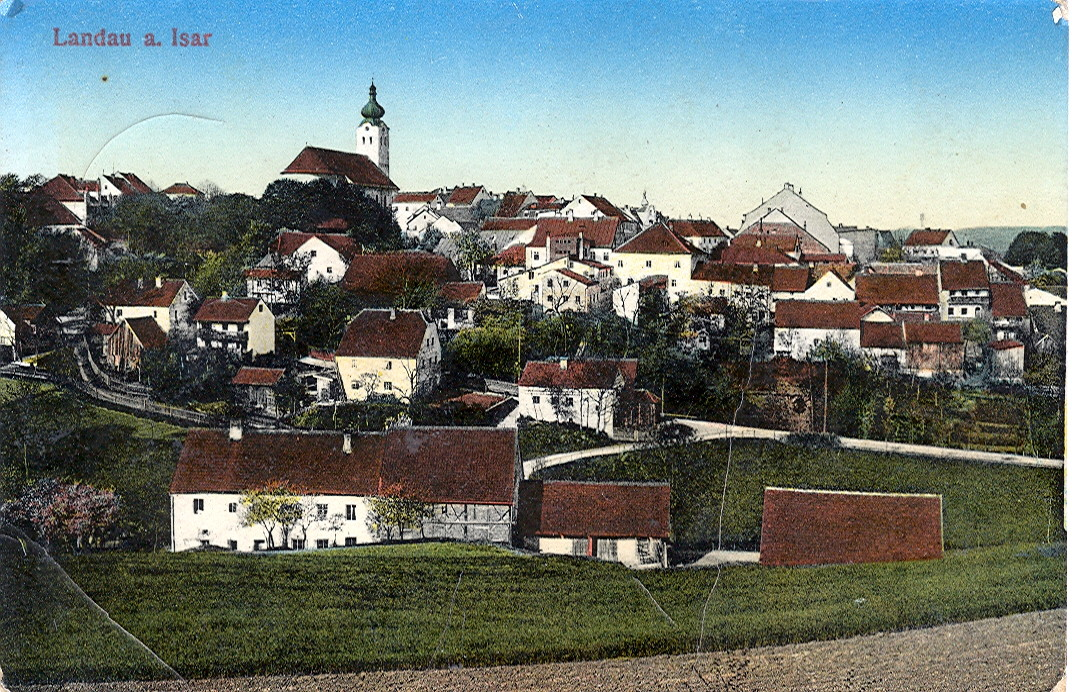
Postkarte von Landau an der Isar, 1917

### Bis zum 19. Jahrhundert
Der Teil „Obere Stadt“ wurde 1224 vom Wittelsbacher Herzog Ludwig dem Kelheimer gegründet, jedoch war zu dieser Zeit bereits eine dörfliche Siedlung am Ufer der Isar – zu Füßen des heutigen Stadtberges – vorhanden, die „Land-Au“ hieß. Sie wird erstmals 1074 erwähnt. 1304 erhielt die Stadt von den Herzögen Otto III. und Stephan I. die Verbriefung der städtischen Sonderrechte.
Am 29. Juni 1504 wurde Landau im Landshuter Erbfolgekrieg niedergebrannt. Den Dreißigjährigen Krieg überstand Landau unbeschadet. Im letzten Kriegsjahr 1648 wurde durch Zahlung von 5000 Talern an die Schweden die Stadt vor der Zerstörung bewahrt. Im Jahre 1713 starben innerhalb von sechs Wochen 80 Personen an der Pest. Im Österreichischen Erbfolgekrieg wurde Landau am 17. und 18. Mai 1743 zunächst von französischen und daraufhin von österreichischen Truppen fast vollständig zerstört. Nach dem Friedensschluss ließ Maria Theresia der Stadt 1750 zum Wiederaufbau 600 Dukaten zukommen. Die Stadt war lange Pflegamt und gehörte zum Rentamt Landshut des Kurfürstentums Bayern. Landau besaß ein Stadtgericht mit weitgehenden magistratischen Eigenrechten (Landgericht).
Im Jahre 1829 zählte Landau 1624 Einwohner und 300 Häuser und 1875 erhielt Landau einen Eisenbahnanschluss an der fünf Jahre später vollendeten Bahnstrecke Landshut–Plattling.

### 20. Jahrhundert
Im Jahr 1903 wurde die Bahnstrecke Landau–Arnstorf eröffnet. 1911 besuchte Prinzregent Luitpold Landau.
Während der Zeit des Nationalsozialismus war Johann Baptist Huber Stadtpfarrer in Landau. Er starb 1942 im Konzentrationslager Dachau. Am Ende des Zweiten Weltkrieges wurde Landau gegen die anrückenden US-Truppen verteidigt und die Brücken gesprengt. Am 30. April 1945 zerstörte Artilleriebeschuss das Rathaus und Teile der Altstadt, wobei es insgesamt 22 Tote auf deutscher Seite gab.
Das neue Rathaus konnte 1950 seiner Bestimmung übergeben werden. 1959 kam mit einem Zweigwerk von Triumph der erste Industriebetrieb in das neue Gewerbegebiet an der Straubinger Straße. 1969 erhielt Landau an der Harburger Straße ein neu erbautes Gymnasium.
Bis zur Gebietsreform in Bayern war Landau die Kreisstadt eines eigenen Landkreises, des Landkreises Landau an der Isar. Mit der Reform wurde Landau am 1. Juli 1972 Teil des neu geschaffenen Landkreises Untere Isar, der am 1. Mai 1973 den Namen Dingolfing-Landau erhielt.
2024 feiert die Stadt das 800-jährige Stadtjubiläum.

### Eingemeindungen
Im Zuge der Gebietsreform in Bayern wurden am 1. Januar 1972 die Gemeinde Frammering und Teile der heute zu Pilsting gehörenden ehemaligen Gemeinde Ganacker eingegliedert. Am 1. Juli 1972 kamen Mettenhausen, Reichersdorf und Zeholfing sowie der westliche Teil der aufgelösten Gemeinde Kammern mit dem gleichnamigen Gemeindehauptort hinzu (der etwas größere östliche Teil u. a. mit Wisselsdorf ging an die Gemeinde Eichendorf). Am 1. Januar 1978 erfolgte die Eingemeindung der Gemeinde Höcking.

### Einwohnerentwicklung
Im Zeitraum 1988 bis 2018 wuchs die Stadt von 11.223 auf 13.390 um 2.167 Einwohner bzw. um 19,3 %.

## Politik

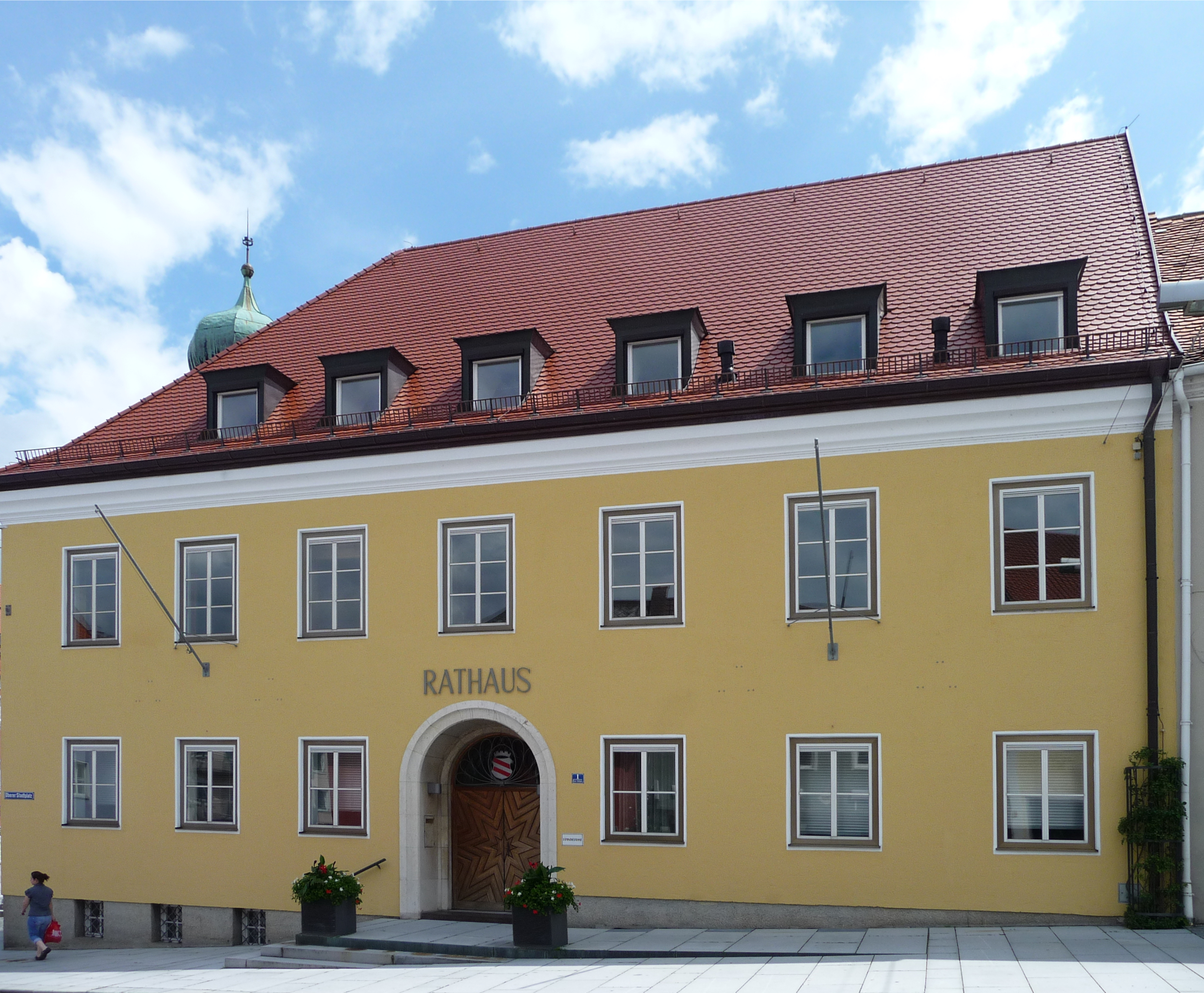
Das Rathaus

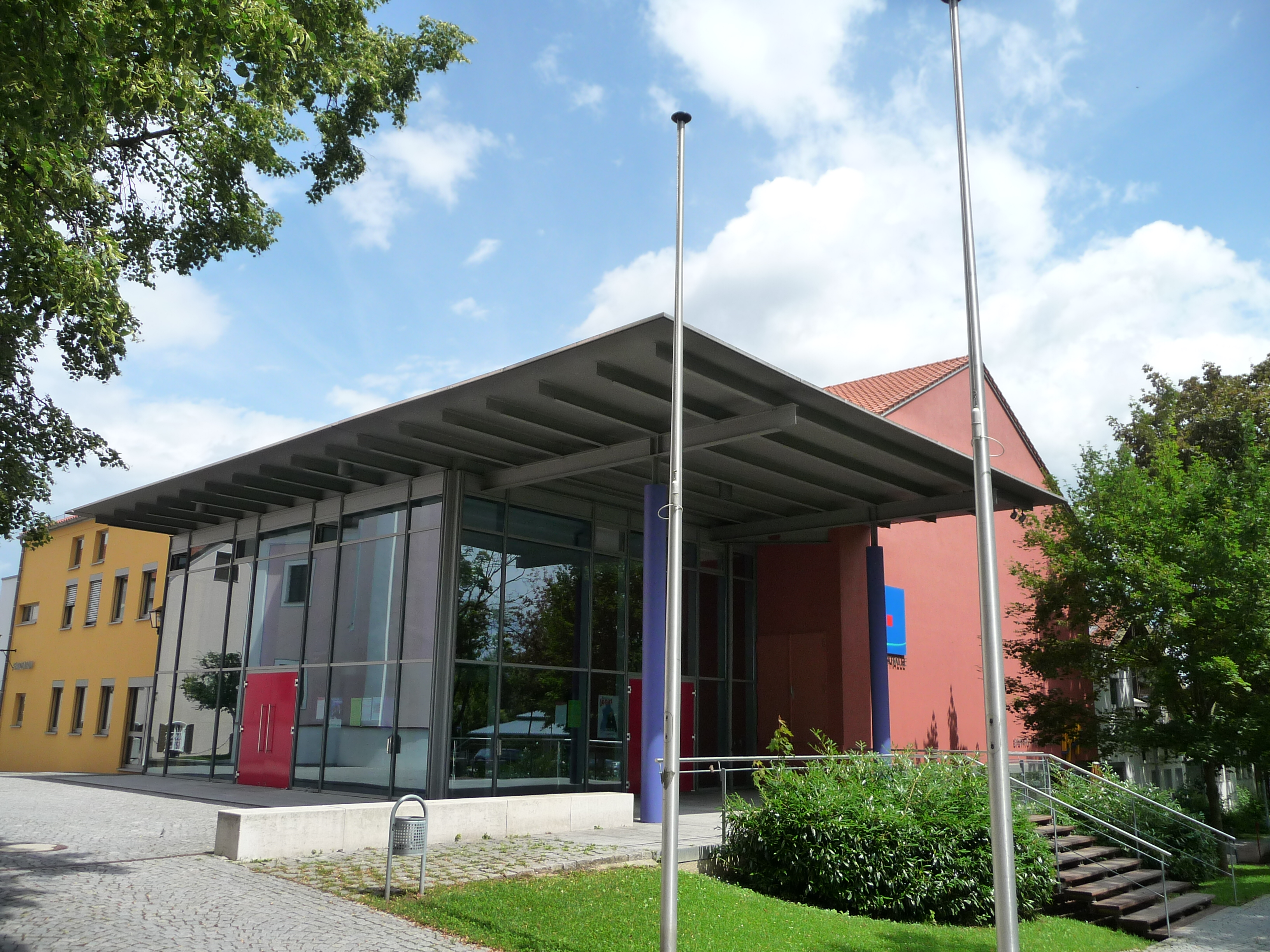
Die Stadthalle

Aus der Kommunalwahl am 16. März 2014 ging Helmut Steininger als 1. Bürgermeister hervor, der Stadtrat setzt sich wie folgt zusammen:
| Partei / Liste (2014)                                               | Stimmenanteil | Sitze |
| Christlich-Soziale Union in Bayern (CSU)                            | 27,6 %        | 7     |
| Sozialdemokratische Partei Deutschlands (SPD)                       | 10,8 %        | 3     |
| Ökologisch-Demokratische Partei (ödp)                               | 8,1 %         | 2     |
| Unabhängige Wählergemeinschaft Land (UWG Land)                      | 14,4 %        | 3     |
| Unabhängige Wählergemeinschaft / Freie Wählergemeinschaft (UWG/FWG) | 14,2 %        | 3     |
| Landau gefällt mir (LGM)                                            | 13,5 %        | 3     |
| Wählergemeinschaft Höcking (WGH)                                    | 11,3 %        | 3     |

In der Kommunalwahl am 15. März 2020 gingen Helmut Steininger und Matthias Kohlmayer in die Stichwahl um den Platz des 1. Bürgermeisters. Dort konnte sich Matthias Kohlmayer (54,2 %) gegen Helmut Steininger (45,8 %) durchsetzen und ist somit Erster Bürgermeister.
Der Stadtrat setzt sich nun wie folgt zusammen:
| Partei / Liste (2020)                                               | Stimmenanteil | Sitze |
| Christlich-Soziale Union in Bayern (CSU)                            | 22,7 %        | 6     |
| Sozialdemokratische Partei Deutschlands (SPD)                       | 5,9 %         | 1     |
| Ökologisch-Demokratische Partei (ödp)                               | 6,4 %         | 2     |
| Frauenliste Landau/Isar e. V. (FLL)                                 | 7,3 %         | 2     |
| Unabhängige Wählergemeinschaft / Freie Wählergemeinschaft (UWG/FWG) | 22,4 %        | 5     |
| Landau gefällt mir (LGM)                                            | 18,3 %        | 4     |
| Wählergemeinschaft Höcking (WGH)                                    | 9,9 %         | 2     |
| Junge Bürger Landau (Junge Bürger Landau)                           | 7,1 %         | 2     |

## Wappen
| Wappen Stadt Landau an der Isar | Blasonierung: „Unter einem gerauteten Schildhaupt eine etwas schräglinks laufende dreimalige Teilung des Feldes.“ |
| Wappen Stadt Landau an der Isar | Wappenbegründung: Das schildförmige älteste Siegel, das seit 1263 in Abdrucken bekannt ist und als ältestes bekanntes Stadtsiegel in Niederbayern von besonderer Bedeutung ist, zeigt unter einem gerauteten Schildhaupt eine etwas schräglinks laufende dreimalige Teilung des Feldes. Die seit dem zweiten Siegel von etwa 1290 weggelassenen landesherrlichen Rauten erinnerten an Herzog Ludwig den Kelheimer, der mit dem 1224 angelegten und bald befestigten Flussübergang die Stadt Landau begründete. Bei der dreifachen Feldteilung handelt es sich wohl um das fast identische Wappen der Herren von Leublfing aus dem 13. Jahrhundert; Leublfinger sind 1263 und 1270 als Stadtrichter bzw. Viztum von Landau nachweisbar. Möglicherweise haben aber auch die Leublfinger das Wappen der Stadt Landau übernommen. So wurde das Wappen in allen Sammlungen seit 1523 bis in das 18. Jahrhundert dargestellt. Aus dem 16. Jahrhundert gibt es eine abweichende Gestaltung mit zwei Schrägbalken. Diese Form setzte sich später durch und bestimmte die Stadtsiegel seit dem 18. und die Wappenwiedergaben seit dem 19. Jahrhundert. |

## Kultur und Sehenswürdigkeiten

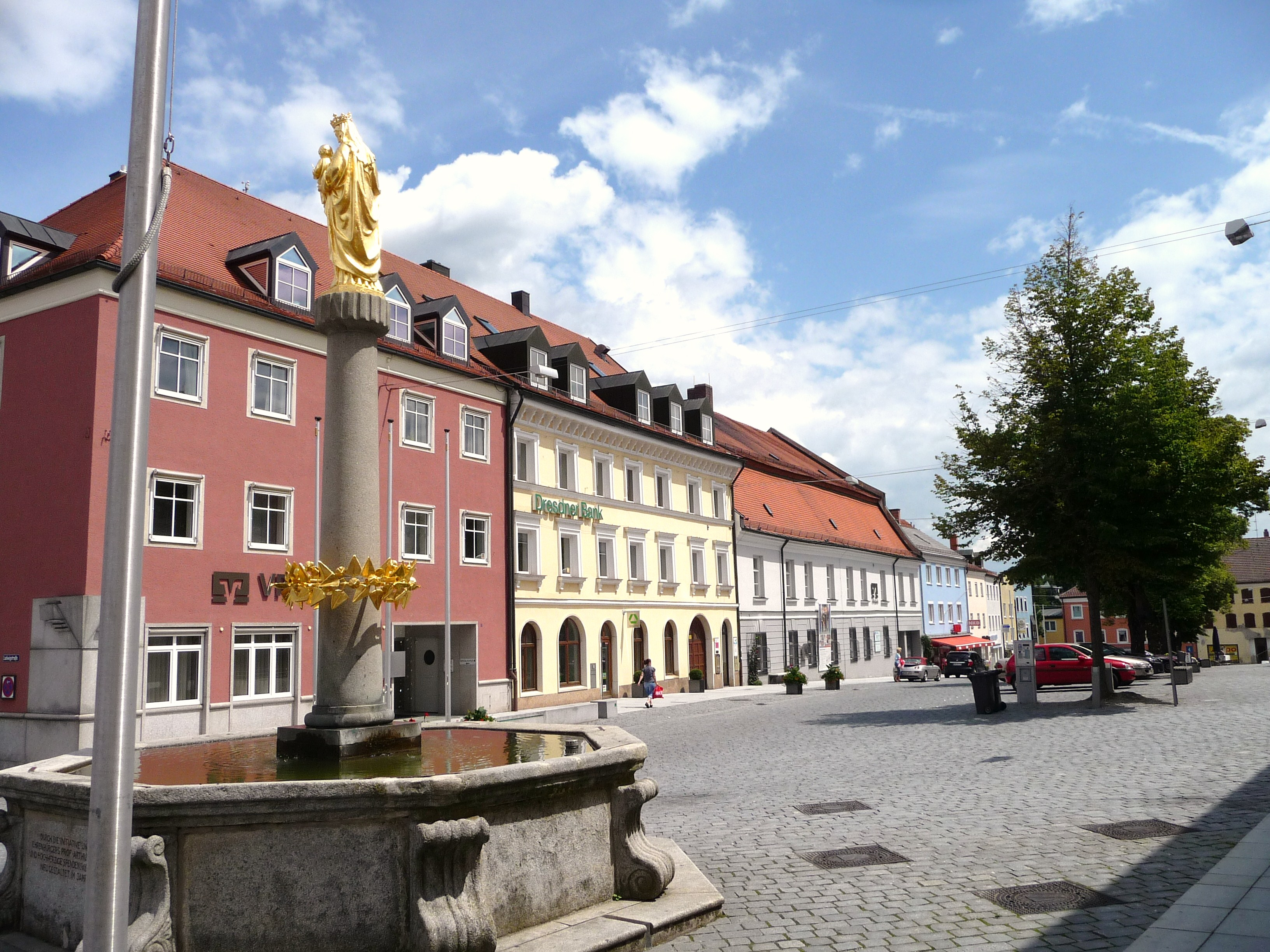
Der Marienplatz

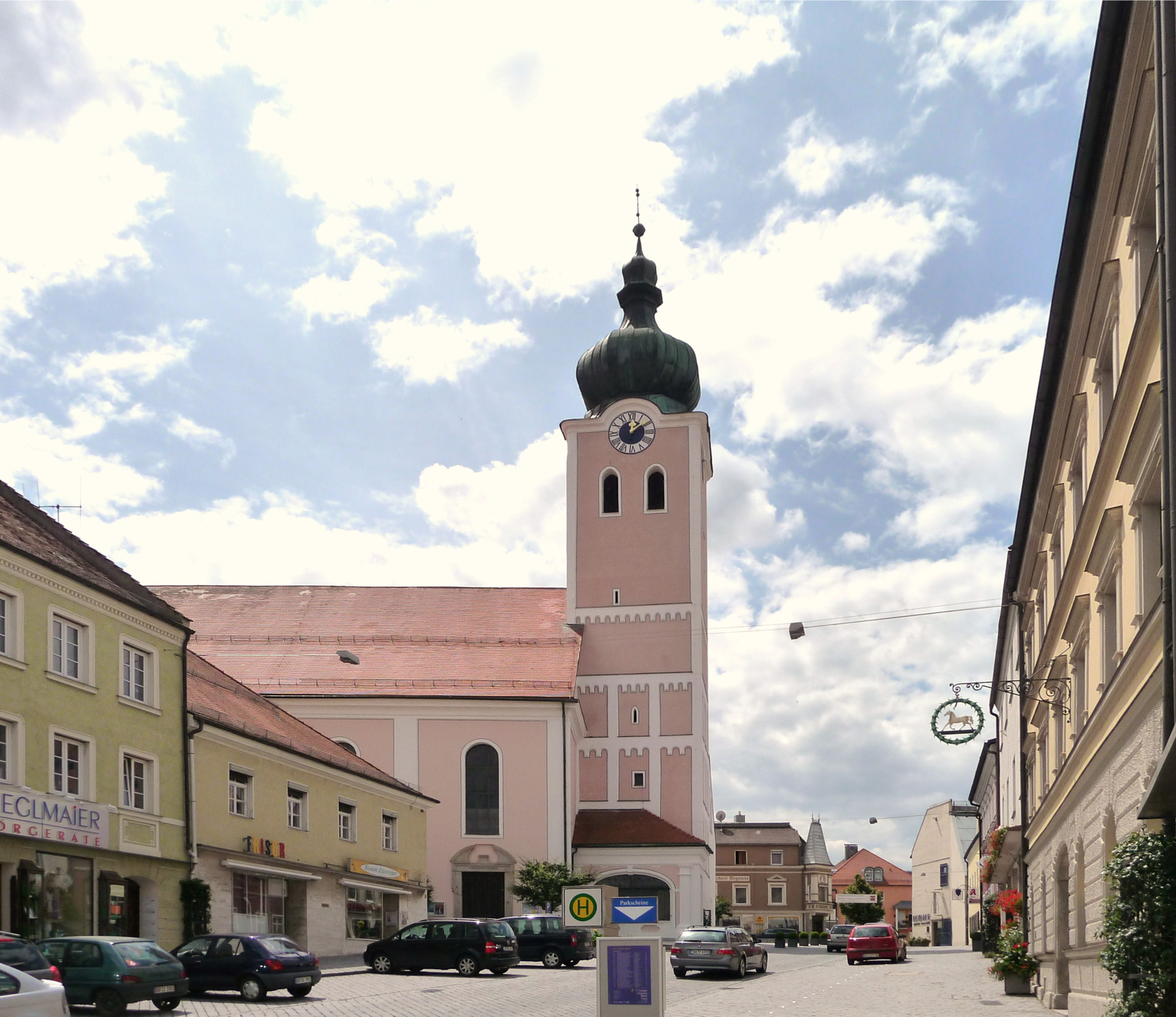
Die Stadtpfarrkirche Maria Himmelfahrt

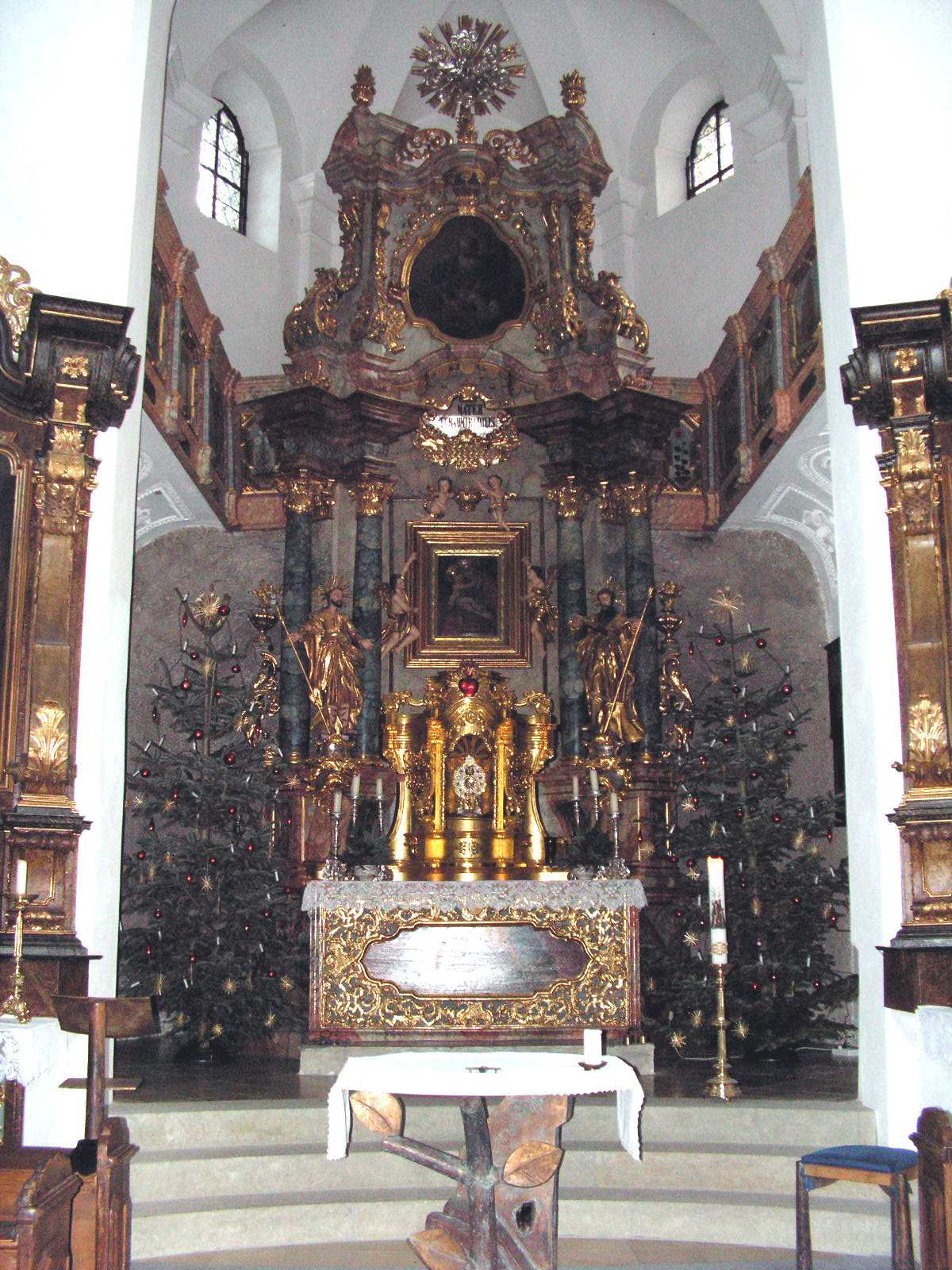
Steinfelskirche Mariä Heimsuchung, Chor und Hochaltar

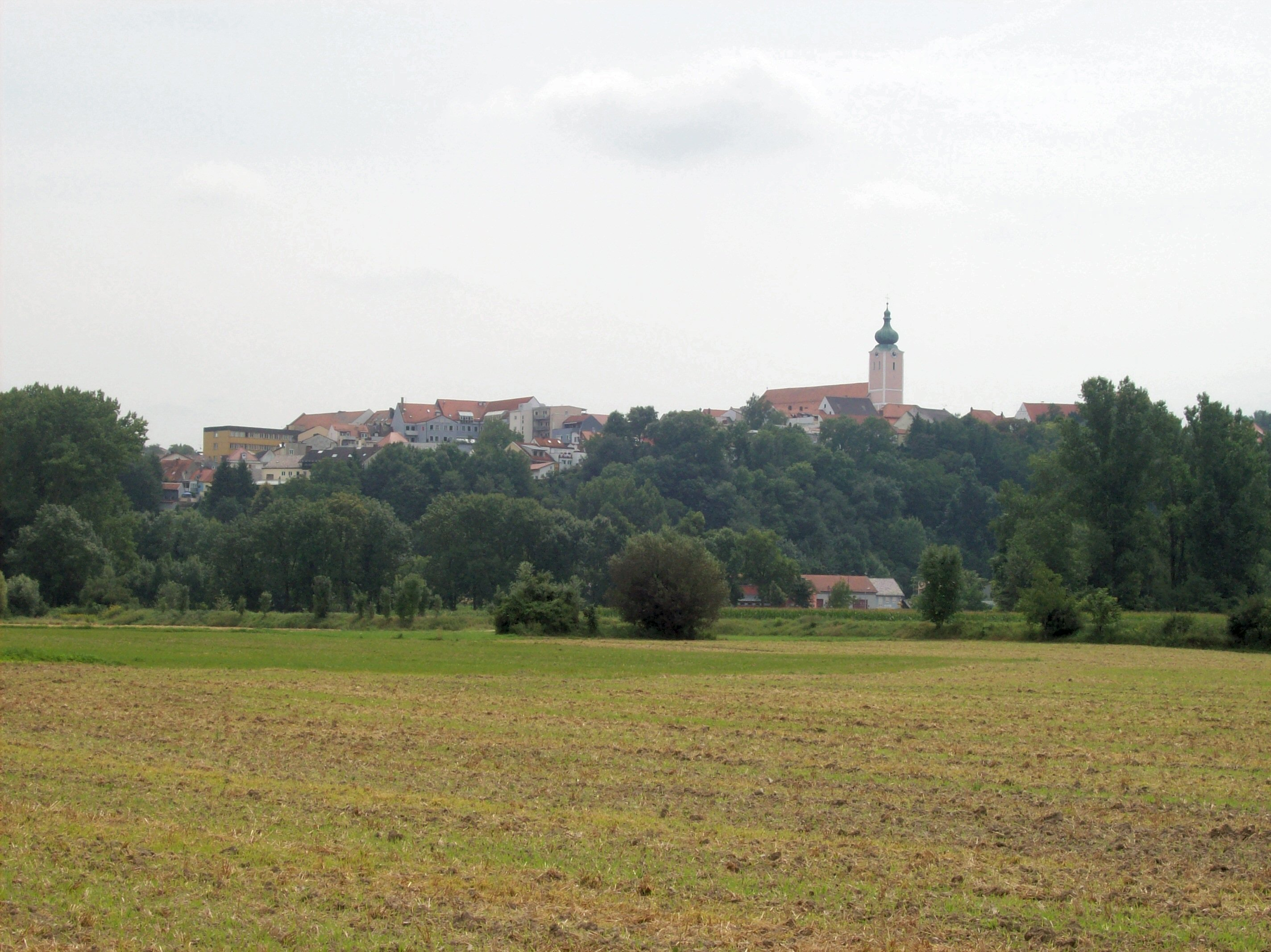
Ansicht vom Isar-Radweg

Landau bietet in kultureller Hinsicht viele Möglichkeiten für seine Bürger; Auftritte in der Stadthalle, der Kastenhof Landau - Das Museum für Steinzeit und Gegenwart sowie das jährliche Volks- und Weinfest sind Beispiele dafür.
- Die Stadtpfarrkirche St. Mariä Himmelfahrt (Patrozinium: 15. August) wurde 1713 unter Stadtpfarrer Phillip Rappoldsberger von dem Graubündner Baumeister Dominikus Magzin erbaut. Sie gilt als der schönste und größte barocke Kirchenbau im unteren Isartal. Der Kirchenraum enthält neben dem prächtigen Hochaltar auch acht barocke Seitenaltäre. Neben der Kirche steht seit 1871 die Friedenseiche, ein Naturdenkmal.
- Die spätgotische Filialkirche St. Johannes in Usterling ist mit einem bedeutenden Flügelaltar aus dem Umfeld des Landshuter Bildschnitzers Hans Leinberger ausgestattet.
- Der Wachsende Felsen von Usterling (auch: Johannisfelsen): Ein Quellbach hat im Laufe von Jahrtausenden mit seinem stark kalkhaltigen Wasser einen wandartigen rund 40 m langen und bis zu 5 Meter hohen bizarr geformten Felsen aufgebaut.[15]
- Die Filialkirche Mariä Empfängnis ist ein spätgotischer Bau mit charakteristischem Satteldachturm. Hinter der Kirche kann man im Gras den sogenannten Teufelstritt von Zulling sehen. Es handelt sich dabei um zwei unbewachsene Fußabdrücke, um die sich eine mittelalterliche Sage rankt. Danach bewohnten besonders wohlhabende Ritter eine Burg an der Isar. Eine wertvoll ausgestattete Kirche gehörte zu ihrem Besitz. Diese wurde der Sage nach ausgeraubt. Beim Sprung aus dem Nordfenster der Kirche wurde der Räuber mit dem Diebesgut vom Blitz erschlagen. Seitdem wächst in den zurückgebliebenen Fußtritten kein Gras mehr.
- Steinfelskirche; die Kirche „Zur Drei Mal großen Mutter im Steinfelsen“ entstand nach dem Dreißigjährigen Krieg und wurde unter Stadtpfarrer Phillip Rappoldsberger erbaut. Sie beherbergt viele Votivtafeln aus dem 17. und 18. Jh. und zählt zu einer der bedeutendsten Wallfahrtskirchen im unteren Isartal.
- Die Friedhofskirche Heilig Kreuz ist die älteste Kirche der Stadt. Über ihre Entstehungsgeschichte ist wenig bekannt. Es wird angenommen, dass sie in der zweiten Hälfte des 15. Jahrhunderts erbaut wurde. Unter Stadtpfarrer Rappoldsberger wurde im Jahr 1711 eine barocke Flachdecke mit Gemälde eingezogen und der Turm erhöht, auch wurden teilweise gotische Elemente entfernt. Von 1998 bis 2006 wurde die Kirche gründlich innen und außen renoviert und erstrahlt nun in neuem alten Glanz.
- Von 1995 bis 2019 war im sogenannten Kastenhof, einem auf das Mittelalter zurückgehenden Verwaltungssitz, das Niederbayerische Archäologiemuseum untergebracht. Es war Teil der Archäologischen Staatssammlung des Freistaates Bayern. 2015 ging das Museum in kommunale Hand über und wurde 2019 unter dem Namen Kastenhof Landau - Das Museum für Steinzeit und Gegenwart als Themenmuseum zur Jungsteinzeit neu eröffnet.
- Das Heimatmuseum Landau besteht seit 1958 und wurde 1999 mit neuem Konzept wiedereröffnet. Es informiert über die bäuerliche Wohnkultur des 19. Jahrhunderts und führt in einer eigenen Abteilung durch die Geschichte Landaus.[16]
- Das Auwärter-Neoplan-Museum spiegelt die Geschichte der Firma Neoplan wider. Im Bestand befinden sich unter anderem 28 Busse aus den Jahren 1928 bis 1990. Eine andere Quelle gibt 10 Omnibusse, 12 Autos, 2 Motorräder, 1 Fahrrad und 10 Motoren an.[17] Von 1973 bis 2008 war ein Werk des Omnibusherstellers in der Nachbargemeinde Pilsting angesiedelt.
- Das Schloss Wildthurn in dem gleichnamigen Ortsteil ist durch seinen mit Zinnen besetzten, spätromanischen Bergfried aus dem 12. oder 13. Jahrhundert weithin sichtbar. Die zugehörige Schlossanlage entstand erst im 16. Jahrhundert und wurde im späten 18. und im 19. Jahrhundert weitgehend neu errichtet.[18]

## Wirtschaft und Infrastruktur

### Wirtschaft
Ansässige Unternehmen sind unter anderem:
- Brauerei Krieger
- Einhell Germany AG
- Dräxlmaier Group
- Wasserkraftwerk Landau

### Verkehr
Die Stadt ist durch die Bundesstraße 20 und die Bundesautobahn 92 erschlossen und liegt mit dem Bahnhof Landau (Isar) an der Bahnstrecke Landshut–Plattling. Im Stundentakt verkehren Züge des Donau-Isar-Express zwischen Passau und München.
Des Weiteren fährt eine Stadtbuslinie „Der Landauer“ von Montag bis Samstag im Stundentakt durch die Stadt. Drei weitere ÖPNV-Linien verbinden die ländlichen Gemeinden mit der Stadt.

### Staatliche Einrichtungen
- Amtsgericht
- Jugendarrestanstalt
- Amt für Ländliche Entwicklung (ehem. Flurbereinigungsamt)
- Amt für Ernährung, Landwirtschaft und Forsten
- Amt für Digitalisierung, Breitband und Vermessung[19]

### Sendeanlagen
- Sender Landau an der Isar, Oberestadt
- Sendeanlage am Bahnhof (seit 2019)

Einstige Sendeanlage des Bayerischen Rundfunks
Von 1950 bis 1969 befand sich bei Landau nahe Ganacker (ehem. Heeresflugfeld) der alte Sender von Landau an der Isar, ein Mittelwellenrundfunksender, der auf der Frequenz 1602 kHz das Programm des Bayerischen Rundfunks verbreitete.

## Persönlichkeiten

### Söhne und Töchter der Stadt
- Jakob Ziegler (1470–1549), Theologe, Mathematiker, Astronom, Geograph und Humanist
- Siegmund Vieheuser (um 1545–1587), Reichsvizekanzler des Heiligen Römischen Reiches
- Ignaz Freyschlag von Freyenstein (1827–1891), Generalleutnant und Vorstand der Geheimkanzlei des Prinzregenten Luitpold
- Ludwig Blaß (1874–1943), Verwaltungsjurist
- Heinrich Kaspar Schmid (1874–1953), Komponist und Hochschullehrer
- Ferdinand Pöschl (1877–1914), Fotograf
- Florian Asanger (1878–nach 1935), Lehrer und Autor
- Konrad Kübler (1884–1974), Buchdrucker, Redakteur, Politiker, 1918/19 Mitglied des bayerischen Landtags und des Zentralrats der Münchner Räterepublik, Mitbegründer der CSU und Vizepräsident des ersten Bayerischen Landtags nach dem Zweiten Weltkrieg.
- Wilhelm Bader (1900–1984), Hochschullehrer, Pionier der Netzwerksynthese
- Robert Bauer (1904–2001), Priester und Schriftsteller
- Hermann Herdeg (1906–1987), Landrat in Gunzenhausen
- Anton Reseneder (1919–2003), Industriekaufmann und Politiker (CSU), Abgeordneter im Bayerischen Landtag
- Konrad Ruhland (1932–2010), Musikhistoriker, Musikpädagoge, Dirigent und Musikherausgeber
- Uschi Glas (als Helga Ursula Glas) (* 1944), Schauspielerin
- Wolf-Rüdiger Bub (1947–2022), Rechtsanwalt und Hochschullehrer
- Anton Magerl (* 1947), Agrarwissenschaftler und Beamter
- Manfred Böckl (* 1948), Schriftsteller
- Franz Waas (* 1960), Bankier
- Norbert Niemann (* 1961), Autor
- Karolina Gernbauer (* 1962), Juristin und Amtschefin der Bayerischen Staatskanzlei
- Walter Homolka (* 1964), liberaler Rabbiner und Rektor des Abraham-Geiger-Kolleg
- Ursula Jakob (* 1964), Biologin und Hochschullehrerin
- Richard A. Werner (* 1967), Wirtschaftswissenschaftler
- Alexandra Petersamer (* 1968), Mezzosopranistin
- Josef Menauer (* 1983), Eishockeyspieler bei EV Regensburg
- Teresa Hiergeist (* 1984), Romanistin
- Achim Schneemann, alias Maniac (* 1985), bayrischer Rapper und Musikproduzent pnp.de
- Marco Jordan (* 1988), Fußballspieler
- Eva Petzenhauser (* 1988), Synchronsprecherin und Sängerin
- Amelie Schoenenwald (* 1989), Biologin
- Patrick Hobelsberger (* 1996), Motorradrennfahrer
- Johannes Zirngibl (* 1998), American-Football bei den Munich Ravens

### Ehemalige Bewohner von Landau
- Edmond de Polignac (1834–1901), französischer Komponist, lebte zeitweise auf Schloss Wildthurn
- Wilhelm von Poschinger (1839–1895), Gutsbesitzer
- Johann Baptist Huber (1892–1942), Stadtpfarrer und Widerstandskämpfer gegen das NS-Regime
- Kurt Raab (1941–1988), Schauspieler, Regisseur
- Valer Barna-Sabadus (* 1986), Countertenor

### Ehrenbürger
- Heinrich Kaspar Schmid (1874–1953), Komponist
- Alois Schlögl (1893–1957), CSU-Politiker, Landtagsmitglied und Staatsminister für Ernährung, Landwirtschaft und Forsten (1948–1954)
- Arthur Piechler (1896–1974), Domorganist in Augsburg und Komponist
- Hans Kick (1917–2000), erster Bürgermeister (Amtszeit von 1966 bis 1984)
- Anton Sandner (1928–2012), erster Kreisbrandrat im neuen Landkreis Dingolfing-Landau
- Alfred Mittermeier (1931–2018), Sparkassendirektor i. R.[20]